# Дубравці (Нетретич)
45°27′ пн. ш. 15°26′ сх. д. / 45.45° пн. ш. 15.44° сх. д.
Дубравці (хорв. Dubravci) — населений пункт у Хорватії, у Карловацькій жупанії у складі громади Нетретич.

## Населення
Населення за даними перепису 2011 року становило 161 осіб.
Динаміка чисельності населення поселення: